# Collegio elettorale di Bressanone (Senato della Repubblica)
Il collegio di Bressanone fu un collegio elettorale uninominale della Repubblica Italiana appartenente alla Circoscrizione Trentino-Alto Adige; fu utilizzato per eleggere un senatore della Repubblica dalla I alla XVII legislatura. Il collegio è stato sostituito, in occasione delle elezioni politiche del 2018, dal collegio uninominale Trentino-Alto Adige - 03.

## Storia
Il collegio venne creato nel 1948 secondo la legge n. 29 del 6 febbraio 1948 la quale, pur basandosi sull'impianto proporzionale in vigore per la Camera, rispetto a quest'ultima conteneva alcuni piccoli correttivi in senso maggioritario. Tale legge ebbe il suo definitivo perfezionamento col Testo Unico nº361 del 1957. Differentemente dalla Camera, la legge elettorale del Senato si articolava su base regionale, seguendo il dettato costituzionale (art.57). Ogni Regione era suddivisa in tanti collegi uninominali quanti erano i seggi ad essa assegnati. All'interno di ciascun collegio, veniva eletto il candidato che avesse raggiunto il quorum del 65% delle preferenze: tale soglia, oggettivamente di difficilissimo conseguimento, tradiva l'impianto proporzionale su cui era concepito anche il sistema elettorale della Camera Alta. Qualora, come normalmente avveniva, nessun candidato avesse conseguito l'elezione, i voti di tutti i candidati venivano raggruppati in liste di partito a livello regionale, dove i seggi venivano allocati utilizzando il metodo D'Hondt delle maggiori medie statistiche e quindi, all'interno di ciascuna lista, venivano dichiarati eletti i candidati con le migliori percentuali di preferenza.
Con il decreto del Presidente della Repubblica 28 febbraio 1948, n. 84, rettificante il decreto del 6 febbraio che stabiliva i comuni appartenenti al collegio, venne assegnato al collegio il comune di Senales inizialmente non compreso in alcun collegio.
Nel 1993, con la cosiddetta Legge Mattarella (Legge n. 276, Norme per l'elezione del Senato della Repubblica), attuata in seguito al referendum abrogativo del 1993, venne istituito per la Camera dei deputati e per il Senato della Repubblica un sistema di elezione misto, in parte maggioritario e in parte proporzionale. Il 75% dei parlamentari dell'assemblea veniva eletto in collegi uninominali tramite sistema maggioritario a turno unico; il restante 25% al Senato veniva eletto tramite recupero proporzionale dei più votati non eletti attraverso un meccanismo di calcolo denominato "scorporo", cioè sottraendo dal conteggio dei voti totali di una lista nella parte proporzionale i voti ottenuti dai candidati collegati alla medesima lista che erano eletti nei collegi uninominali con il sistema maggioritario.
Diversamente dal resto d'Italia, in Trentino-Alto Adige i collegi non vennero aboliti con la promulgazione della legge elettorale successiva, la cosiddetta Legge Calderoli, che per il resto d'Italia prevedeva un sistema proporzionale con premio di maggioranza, che al Senato veniva attribuito a livello regionale. Il Trentino-Alto Adige continuò pertanto fino all'attuale Legge Rosato ad eleggere i deputati con collegi uninominali, mantenuti seppur con nome diverso all'interno della Legge Rosato.

### Le mancate elezioni suppletive del 1987
Nell'aprile del 1986 ci fu il decesso del senatore Peter Brugger eletto con il sistema maggioritario (superando il quorum del 65% dei voti). Non era disciplinata alcuna modalità di elezione suppletiva per i collegi uninominali e l'evento portò la questione della surrogazione dei collegi senatoriali eletti con sistema maggioritario all'attenzione del legislatore. Con la legge 14 febbraio 1987, n. 31 si vennero così a disciplinare le elezioni suppletive del Senato della Repubblica, il sistema prevedeva una elezione a maggioranza assoluta con eventuale turno di ballottaggio. Le elezioni suppletive per il collegio di Bressanone furono stabilite per il 24 maggio 1987, con eventuale ballottaggio il 7 giugno, dal decreto del Presidente della Repubblica 7 marzo 1987. Lo scioglimento anticipato della IX legislatura fece annullare l'elezione suppletiva a fronte delle elezioni politiche a giugno.

## 1948-1993

### Territorio
Il collegio di Bressanone era uno dei 6 collegi uninominali in cui era suddiviso il Trentino-Alto Adige; comprendeva i seguenti comuni: Badia, Barbiano, Braies, Brennero, Bressanone, Brunico, Campo di Trens, Campo Tures, Castelrotto, Chienes, Chiusa, Corvara in Badia, Dobbiaco, Falzes, Fiè allo Sciliar, Fortezza, Funes, Gais, La Valle (dal 1968), Laion, Luson, Marebbe, Monguelfo, Naz-Sciaves, Nova Levante, Nova Ponente, Ortisei, Perca, Ponte Gardena, Predoi (dal 1963), Racines, Rasun-Anterselva, Renon, Rio di Pusteria, Rodengo (dal 1963), San Candido, San Lorenzo di Sebato (dal 1958), San Martino in Badia, Santa Cristina Valgardena, Selva dei Molini, Selva di Val Gardena, Sesto (dal 1958), Terento (dal 1958), Tires, Val di Vizze, Valdaora (dal 1958), Valle Aurina, Valle di Casies, Vandoies, Varna, Velturno (dal 1963), Villabassa, Villandro e Vipiteno. Fino alle elezioni del 1987 ne hanno fatto parte anche i comuni di Castelbello-Ciardes, Cornedo all'Isarco, Curon Venosta, Glorenza, Laces, Lasa, Malles Venosta, Martello, Moso in Passiria, Naturno, Parcines, Plaus, Prato allo Stelvio, San Leonardo in Passiria, San Martino in Passiria (dal 1958),  San Pancrazio (dal 1963), Sarentino, Senales, Silandro, Sluderno, Stelvio (dal 1958), Tubre e Ultimo.

### Dati elettorali

#### I legislatura
|                               | Giuseppe Raffeiner ✔️ Eletto | Partito Popolare Sudtirolese  | 59 086 | 82,85  |  |  |  |  |  |
|                               | Giuseppe Hippoliti           | Democrazia Cristiana          | 8 803  | 12,34  |  |  |  |  |  |
|                               | Aldo Leverato                | Partito Repubblicano Italiano | 1 737  | 2,44   |  |  |  |  |  |
|                               | Giovanni Moser               | Fronte Democratico Popolare   | 1 691  | 2,37   |  |  |  |  |  |
| Totale                        | Totale                       | Totale                        | 71 317 | 100    |  |  |  |  |  |
|                               |                              |                               |        |        |  |  |  |  |  |
| Voti non validi               | Voti non validi              | Voti non validi               | 7 318  | 9,31   |  |  |  |  |  |
| Votanti                       | Votanti                      | Votanti                       | 78 635 | 100,00 |  |  |  |  |  |
| Elettori                      | Elettori                     | Elettori                      | 78 635 |        |  |  |  |  |  |
|                               |                              |                               |        |        |  |  |  |  |  |
| Data: 18 aprile 1948          |                              |                               |        |        |  |  |  |  |  |
| Fonte: Ministero dell'interno |                              |                               |        |        |  |  |  |  |  |

#### II legislatura
|                               | Giuseppe Raffeiner ✔️ Eletto | Partito Popolare Sudtirolese | 66 548 | 83,79 |  |  |  |  |  |
|                               | Luigi Rella                  | Democrazia Cristiana         | 10 420 | 13,12 |  |  |  |  |  |
|                               | Ferdinando Gius              | Partito Comunista Italiano   | 2 459  | 3,10  |  |  |  |  |  |
| Totale                        | Totale                       | Totale                       | 79 427 | 100   |  |  |  |  |  |
|                               |                              |                              |        |       |  |  |  |  |  |
| Voti non validi               | Voti non validi              | Voti non validi              | 3 655  | 4,40  |  |  |  |  |  |
| Votanti                       | Votanti                      | Votanti                      | 83 082 | 95,87 |  |  |  |  |  |
| Elettori                      | Elettori                     | Elettori                     | 86 665 |       |  |  |  |  |  |
|                               |                              |                              |        |       |  |  |  |  |  |
| Data: 7 giugno 1953           |                              |                              |        |       |  |  |  |  |  |
| Fonte: Ministero dell'interno |                              |                              |        |       |  |  |  |  |  |

#### III legislatura
|                               | Karl Tinzl ✔️ Eletto | Partito Popolare Sudtirolese | 73 090 | 85,34 |  |  |  |  |  |
|                               | Luigi Rella          | Democrazia Cristiana         | 9 560  | 11,16 |  |  |  |  |  |
|                               | Delfino Ardizzone    | Movimento Sociale Italiano   | 2 997  | 3,50  |  |  |  |  |  |
| Totale                        | Totale               | Totale                       | 85 647 | 100   |  |  |  |  |  |
|                               |                      |                              |        |       |  |  |  |  |  |
| Voti non validi               | Voti non validi      | Voti non validi              | 4 304  | 4,78  |  |  |  |  |  |
| Votanti                       | Votanti              | Votanti                      | 89 951 | 95,74 |  |  |  |  |  |
| Elettori                      | Elettori             | Elettori                     | 93 953 |       |  |  |  |  |  |
|                               |                      |                              |        |       |  |  |  |  |  |
| Data: 25 maggio 1958          |                      |                              |        |       |  |  |  |  |  |
| Fonte: Ministero dell'interno |                      |                              |        |       |  |  |  |  |  |

#### IV legislatura
|                               | Johann Paul Saxl ✔️ Eletto | Partito Popolare Sudtirolese | 69 075 | 78,83 |  |  |  |  |  |
|                               | Luigi Rella                | Democrazia Cristiana         | 7 783  | 8,88  |  |  |  |  |  |
|                               | Giuseppe Raffeiner         | Partito Liberale Italiano    | 6 289  | 7,18  |  |  |  |  |  |
|                               | R. Minzoni                 | Partito Socialista Italiano  | 2 779  | 3,17  |  |  |  |  |  |
|                               | Delfino Ardizzone          | Movimento Sociale Italiano   | 1 695  | 1,93  |  |  |  |  |  |
| Totale                        | Totale                     | Totale                       | 87 621 | 100   |  |  |  |  |  |
|                               |                            |                              |        |       |  |  |  |  |  |
| Voti non validi               | Voti non validi            | Voti non validi              | 4 253  | 4,63  |  |  |  |  |  |
| Votanti                       | Votanti                    | Votanti                      | 91 874 | 95,00 |  |  |  |  |  |
| Elettori                      | Elettori                   | Elettori                     | 96 706 |       |  |  |  |  |  |
|                               |                            |                              |        |       |  |  |  |  |  |
| Data: 28 aprile 1963          |                            |                              |        |       |  |  |  |  |  |
| Fonte: Ministero dell'interno |                            |                              |        |       |  |  |  |  |  |

#### V legislatura
|                               | Friedrich Volgger ✔️ Eletto | Partito Popolare Sudtirolese | 74 662  | 81,37 |  |  |  |  |  |
|                               | G. Mase                     | Democrazia Cristiana         | 7 478   | 8,15  |  |  |  |  |  |
|                               | R. Minzoni                  | PSI-PSDI Unificati           | 3 542   | 3,86  |  |  |  |  |  |
|                               | F. Plaikner                 | Pst. Prog. Soc.              | 3 139   | 3,42  |  |  |  |  |  |
|                               | Delfino Ardizzone           | Movimento Sociale Italiano   | 1 509   | 1,64  |  |  |  |  |  |
|                               | R. Ponteggi                 | Partito Liberale Italiano    | 1 428   | 1,56  |  |  |  |  |  |
| Totale                        | Totale                      | Totale                       | 91 758  | 100   |  |  |  |  |  |
|                               |                             |                              |         |       |  |  |  |  |  |
| Voti non validi               | Voti non validi             | Voti non validi              | 5 382   | 5,54  |  |  |  |  |  |
| Votanti                       | Votanti                     | Votanti                      | 97 140  | 94,98 |  |  |  |  |  |
| Elettori                      | Elettori                    | Elettori                     | 102 273 |       |  |  |  |  |  |
|                               |                             |                              |         |       |  |  |  |  |  |
| Data: 19 maggio 1968          |                             |                              |         |       |  |  |  |  |  |
| Fonte: Ministero dell'interno |                             |                              |         |       |  |  |  |  |  |

#### VI legislatura
|                                                                                | Karl Zanon ✔️ Eletto | PPST - PPTT                 | 59 743  | 64,64 |  |  |  |  |  |
|                                                                                | J. Dietl             | Tirol                       | 19 121  | 20,69 |  |  |  |  |  |
|                                                                                | Luigi Candido Rosati | Democrazia Cristiana        | 8 232   | 8,91  |  |  |  |  |  |
|                                                                                | S. Nicolodi          | Partito Socialista Italiano | 3 323   | 3,60  |  |  |  |  |  |
|                                                                                | A. Piasenti          | Movimento Sociale Italiano  | 1 999   | 2,16  |  |  |  |  |  |
| Totale                                                                         | Totale               | Totale                      | 92 418  | 100   |  |  |  |  |  |
|                                                                                |                      |                             |         |       |  |  |  |  |  |
| Voti non validi                                                                | Voti non validi      | Voti non validi             | 6 716   | 6,77  |  |  |  |  |  |
| Votanti                                                                        | Votanti              | Votanti                     | 99 134  | 94,10 |  |  |  |  |  |
| Elettori                                                                       | Elettori             | Elettori                    | 105 349 |       |  |  |  |  |  |
|                                                                                |                      |                             |         |       |  |  |  |  |  |
| Nota: quorum del 65% non raggiunto; ripartizione dei seggi a livello regionale |                      |                             |         |       |  |  |  |  |  |
| Data: 7 maggio 1972                                                            |                      |                             |         |       |  |  |  |  |  |
| Fonte: Ministero dell'interno                                                  |                      |                             |         |       |  |  |  |  |  |

#### VII legislatura
|                               | Peter Brugger ✔️ Eletto | Partito Popolare Sudtirolese | 83 382  | 83,58 |  |  |  |  |  |
|                               | Giovanni Toniutti       | Democrazia Cristiana         | 6 292   | 6,31  |  |  |  |  |  |
|                               | August Pardatscher      | Tirol                        | 2 972   | 2,98  |  |  |  |  |  |
|                               | Sebastian Frei          | Partito Comunista Italiano   | 2 545   | 2,55  |  |  |  |  |  |
|                               | Claudio Nolet           | Partito Socialista Italiano  | 2 194   | 2,20  |  |  |  |  |  |
|                               | Luciano Annovi          | PLI - PRI - PSDI             | 1 205   | 1,21  |  |  |  |  |  |
|                               | Pietro Saggioli         | Movimento Sociale Italiano   | 1 171   | 1,17  |  |  |  |  |  |
| Totale                        | Totale                  | Totale                       | 99 761  | 100   |  |  |  |  |  |
|                               |                         |                              |         |       |  |  |  |  |  |
| Voti non validi               | Voti non validi         | Voti non validi              | 3 520   | 3,41  |  |  |  |  |  |
| Votanti                       | Votanti                 | Votanti                      | 103 281 | 94,38 |  |  |  |  |  |
| Elettori                      | Elettori                | Elettori                     | 109 429 |       |  |  |  |  |  |
|                               |                         |                              |         |       |  |  |  |  |  |
| Data: 20 giugno 1976          |                         |                              |         |       |  |  |  |  |  |
| Fonte: Ministero dell'interno |                         |                              |         |       |  |  |  |  |  |

#### VIII legislatura
|                               | Peter Brugger ✔️ Eletto  | Partito Popolare Sudtirolese                   | 88 718  | 86,99 |  |  |  |  |  |
|                               | M. A. De Lutz ved. Mader | Democrazia Cristiana                           | 5 770   | 5,66  |  |  |  |  |  |
|                               | Claudio Nolet            | Partito Comunista Italiano                     | 2 016   | 1,98  |  |  |  |  |  |
|                               | F. Valdambrini           | Partito Socialista Italiano                    | 1 559   | 1,53  |  |  |  |  |  |
|                               | Luigi Montali            | Partito Radicale                               | 999     | 0,98  |  |  |  |  |  |
|                               | L. Annovi                | Movimento Sociale Italiano                     | 988     | 0,97  |  |  |  |  |  |
|                               | Giuseppe Mengarda        | Partito Socialista Democratico Italiano        | 851     | 0,83  |  |  |  |  |  |
|                               | E. Milan ved. Bresadola  | Partito Repubblicano Italiano - PST-Prog. Soc. | 576     | 0,56  |  |  |  |  |  |
|                               | C. Lettieri              | Partito Liberale Italiano                      | 375     | 0,37  |  |  |  |  |  |
|                               | A. Asson                 | Costituente di Destra - Democrazia Nazionale   | 131     | 0,13  |  |  |  |  |  |
| Totale                        | Totale                   | Totale                                         | 101 983 | 100   |  |  |  |  |  |
|                               |                          |                                                |         |       |  |  |  |  |  |
| Voti non validi               | Voti non validi          | Voti non validi                                | 3 671   | 3,47  |  |  |  |  |  |
| Votanti                       | Votanti                  | Votanti                                        | 105 654 | 93,19 |  |  |  |  |  |
| Elettori                      | Elettori                 | Elettori                                       | 113 371 |       |  |  |  |  |  |
|                               |                          |                                                |         |       |  |  |  |  |  |
| Data: 3 giugno 1979           |                          |                                                |         |       |  |  |  |  |  |
| Fonte: Ministero dell'interno |                          |                                                |         |       |  |  |  |  |  |

#### IX legislatura
|                               | Peter Brugger ✔️ Eletto | Partito Popolare Sudtirolese            | 87 936  | 85,90 |  |  |  |  |  |
|                               | Armando Bertorelle      | Democrazia Cristiana                    | 5 508   | 5,38  |  |  |  |  |  |
|                               | Josef Edward Schmid     | Partito Comunista Italiano              | 1 916   | 1,87  |  |  |  |  |  |
|                               | Claudio Nolet           | Partito Socialista Italiano             | 1 605   | 1,57  |  |  |  |  |  |
|                               | Emilio Nicolussi        | Partito Popolare Trentino Tirolese      | 1 399   | 1,37  |  |  |  |  |  |
|                               | Luigi Montali           | Movimento Sociale Italiano              | 1 191   | 1,16  |  |  |  |  |  |
|                               | Giuseppe Mengarda       | Partito Repubblicano Italiano           | 999     | 0,98  |  |  |  |  |  |
|                               | Luigi Weber             | Partito Radicale                        | 673     | 0,66  |  |  |  |  |  |
|                               | Giuseppe Rossi          | Partito Socialista Democratico Italiano | 630     | 0,62  |  |  |  |  |  |
|                               | Graziano Catanzariti    | Partito Liberale Italiano               | 400     | 0,39  |  |  |  |  |  |
|                               | Antonio Peinkhofer      | Lista per Trieste                       | 113     | 0,11  |  |  |  |  |  |
| Totale                        | Totale                  | Totale                                  | 102 370 | 100   |  |  |  |  |  |
|                               |                         |                                         |         |       |  |  |  |  |  |
| Voti non validi               | Voti non validi         | Voti non validi                         | 7 942   | 7,20  |  |  |  |  |  |
| Votanti                       | Votanti                 | Votanti                                 | 110 312 | 92,67 |  |  |  |  |  |
| Elettori                      | Elettori                | Elettori                                | 119 042 |       |  |  |  |  |  |
|                               |                         |                                         |         |       |  |  |  |  |  |
| Data: 26 giugno 1983          |                         |                                         |         |       |  |  |  |  |  |
| Fonte: Ministero dell'interno |                         |                                         |         |       |  |  |  |  |  |

#### X legislatura
|                               | Hans Rubner ✔️ Eletto | Partito Popolare Sudtirolese   | 90 417  | 81,92 |  |  |  |  |  |
|                               | D. Stablum            | Democrazia Cristiana           | 5 042   | 4,57  |  |  |  |  |  |
|                               | J. Stieler            | Partito Sud Tirolese           | 4 905   | 4,44  |  |  |  |  |  |
|                               | S. Stuffer            | PSI - PSDI - PR - Verdi        | 3 852   | 3,49  |  |  |  |  |  |
|                               | D. Migliucci          | Movimento Sociale Italiano     | 3 031   | 2,75  |  |  |  |  |  |
|                               | M. De Biasi           | Partito Comunista Italiano     | 1 391   | 1,26  |  |  |  |  |  |
|                               | P. Venturini          | Partito Repubblicano Italiano  | 666     | 0,60  |  |  |  |  |  |
|                               | G. Giardini           | Democrazia Proletaria          | 343     | 0,31  |  |  |  |  |  |
|                               | A. Seno               | Partito Liberale Italiano      | 336     | 0,30  |  |  |  |  |  |
|                               | A. Augscheller        | Liga Veneta - Pensionati Uniti | 333     | 0,30  |  |  |  |  |  |
|                               | G. Muriti             | Alleanza Popolare Pensionati   | 50      | 0,05  |  |  |  |  |  |
| Totale                        | Totale                | Totale                         | 110 366 | 100   |  |  |  |  |  |
|                               |                       |                                |         |       |  |  |  |  |  |
| Voti non validi               | Voti non validi       | Voti non validi                | 6 902   | 5,89  |  |  |  |  |  |
| Votanti                       | Votanti               | Votanti                        | 117 268 | 92,31 |  |  |  |  |  |
| Elettori                      | Elettori              | Elettori                       | 127 038 |       |  |  |  |  |  |
|                               |                       |                                |         |       |  |  |  |  |  |
| Data: 14 giugno 1987          |                       |                                |         |       |  |  |  |  |  |
| Fonte: Ministero dell'interno |                       |                                |         |       |  |  |  |  |  |

#### XI legislatura
|                               | Hans Rubner ✔️ Eletto   | Partito Popolare Sudtirolese         | 64 842 | 75,76 |  |  |  |  |  |
|                               | Alois Niederwolfsgruber | Federazione dei Verdi                | 5 972  | 6,98  |  |  |  |  |  |
|                               | Fior Angelo Vanzetta    | Democrazia Cristiana                 | 3 724  | 4,35  |  |  |  |  |  |
|                               | Alfons Hozer            | Federalismo - Pensionati Uomini Vivi | 3 577  | 4,18  |  |  |  |  |  |
|                               | Francesco Risitano      | Movimento Sociale Italiano           | 1 919  | 2,24  |  |  |  |  |  |
|                               | Rino Zeni               | Lega Nord                            | 1 905  | 2,23  |  |  |  |  |  |
|                               | Bruno Trenta            | Partito Socialista Italiano          | 1 758  | 2,05  |  |  |  |  |  |
|                               | Pietro Venturini        | Partito Repubblicano Italiano        | 751    | 0,88  |  |  |  |  |  |
|                               | Bruno Durante           | Senza Confini                        | 684    | 0,80  |  |  |  |  |  |
|                               | Mario Bruccoleri        | Partito Liberale Italiano            | 453    | 0,53  |  |  |  |  |  |
| Totale                        | Totale                  | Totale                               | 85 585 | 100   |  |  |  |  |  |
|                               |                         |                                      |        |       |  |  |  |  |  |
| Voti non validi               | Voti non validi         | Voti non validi                      | 6 582  | 7,14  |  |  |  |  |  |
| Votanti                       | Votanti                 | Votanti                              | 92 167 | 92,35 |  |  |  |  |  |
| Elettori                      | Elettori                | Elettori                             | 99 801 |       |  |  |  |  |  |
|                               |                         |                                      |        |       |  |  |  |  |  |
| Data: 5 aprile 1992           |                         |                                      |        |       |  |  |  |  |  |
| Fonte: Ministero dell'interno |                         |                                      |        |       |  |  |  |  |  |

## 1993-2017

### Territorio
Il collegio di Bressanone era uno dei 6 collegi uninominali in cui era suddiviso il Trentino-Alto Adige; comprendeva i seguenti comuni: Badia, Barbiano, Braies, Brennero, Bressanone, Brunico, Campo di Trens, Campo Tures, Castelrotto, Chienes, Chiusa, Corvara in Badia, Dobbiaco, Falzes, Fiè allo Sciliar, Fortezza, Funes, Gais, La Valle, Laion, Luson, Marebbe, Monguelfo, Naz-Sciaves, Nova Levante, Nova Ponente, Ortisei, Perca, Ponte Gardena, Predoi, Racines, Rasun-Anterselva, Renon, Rio di Pusteria, Rodengo, San Candido, San Lorenzo di Sebato, San Martino in Badia, Santa Cristina Valgardena, Selva dei Molini, Selva di Val Gardena, Sesto, Terento, Tires, Val di Vizze, Valdaora, Valle Aurina, Valle di Casies, Vandoies, Varna, Velturno, Villabassa, Villandro e Vipiteno. 
| Elezione | Elezione | Senatore                 | Partito                                                              |
| -------- | -------- | ------------------------ | -------------------------------------------------------------------- |
|          | 1994     | Helga Thaler Ausserhofer | Südtiroler Volkspartei                                               |
|          | 1996     | Helga Thaler Ausserhofer | L'Abete-Südtiroler Volkspartei-Partito Autonomista Trentino Tirolese |
|          | 2001     | Helga Thaler Ausserhofer | Südtiroler Volkspartei                                               |
|          | 2006     | Helga Thaler Ausserhofer | Südtiroler Volkspartei                                               |
|          | 2008     | Helga Thaler Ausserhofer | Südtiroler Volkspartei                                               |
|          | 2013     | Hans Berger              | Südtiroler Volkspartei                                               |

### Dati elettorali

#### XII legislatura
|                               | Helga Thaler Ausserhofer ✔️ Eletta | Südtiroler Volkspartei       | 71 986  | 82,67 |  |  |  |  |  |
|                               | Kurt Pancheri                      | Polo delle Libertà           | 5 185   | 5,95  |  |  |  |  |  |
|                               | Bruno Durante                      | Autonomia Democrazia         | 4 971   | 5,71  |  |  |  |  |  |
|                               | Francesco Risitano                 | Alleanza Nazionale           | 3 649   | 4,19  |  |  |  |  |  |
|                               | Agnes Christianell                 | Partito della Legge Naturale | 1 285   | 1,48  |  |  |  |  |  |
| Totale                        | Totale                             | Totale                       | 87 076  | 100   |  |  |  |  |  |
|                               |                                    |                              |         |       |  |  |  |  |  |
| Voti non validi               | Voti non validi                    | Voti non validi              | 8 395   | 8,79  |  |  |  |  |  |
| Votanti                       | Votanti                            | Votanti                      | 95 471  | 91,53 |  |  |  |  |  |
| Elettori                      | Elettori                           | Elettori                     | 104 301 |       |  |  |  |  |  |
|                               |                                    |                              |         |       |  |  |  |  |  |
| Data: 27-28 marzo 1994        |                                    |                              |         |       |  |  |  |  |  |
| Fonte: Ministero dell'interno |                                    |                              |         |       |  |  |  |  |  |

#### XIII legislatura
|                               | Helga Thaler Ausserhofer ✔️ Eletta | L'Abete (SVP - PATT)         | 68 044  | 76,23 |  |  |  |  |  |
|                               | Mario Bruccoleri                   | Polo per le Libertà          | 6 417   | 7,19  |  |  |  |  |  |
|                               | Wilhelm Mairl                      | Union für Südtirol           | 6 102   | 6,84  |  |  |  |  |  |
|                               | Georg Vonmetz Schiano              | L'Ulivo                      | 5 850   | 6,55  |  |  |  |  |  |
|                               | Gianmario Ajello                   | Lega Nord                    | 2 097   | 2,35  |  |  |  |  |  |
|                               | Markus Dietl                       | Partito della Legge Naturale | 749     | 0,84  |  |  |  |  |  |
| Totale                        | Totale                             | Totale                       | 89 259  | 100   |  |  |  |  |  |
|                               |                                    |                              |         |       |  |  |  |  |  |
| Voti non validi               | Voti non validi                    | Voti non validi              | 6 484   | 6,77  |  |  |  |  |  |
| Votanti                       | Votanti                            | Votanti                      | 95 743  | 88,03 |  |  |  |  |  |
| Elettori                      | Elettori                           | Elettori                     | 108 758 |       |  |  |  |  |  |
|                               |                                    |                              |         |       |  |  |  |  |  |
| Data: 21 aprile 1996          |                                    |                              |         |       |  |  |  |  |  |
| Fonte: Ministero dell'interno |                                    |                              |         |       |  |  |  |  |  |

#### XIV legislatura
|                               | Helga Thaler Ausserhofer ✔️ Eletta | Südtiroler Volkspartei               | 75 330  | 79,37 |  |  |  |  |  |
|                               | Leander David Moroder              | L'Ulivo                              | 8 552   | 9,01  |  |  |  |  |  |
|                               | Kurt Pancheri                      | Casa delle Libertà                   | 7 272   | 7,66  |  |  |  |  |  |
|                               | Andrea Brugger                     | Die Freiheitlichen                   | 1 947   | 2,05  |  |  |  |  |  |
|                               | Maria Letizia Bertotti             | Lista di Pietro                      | 864     | 0,91  |  |  |  |  |  |
|                               | Paolo Milanese                     | Pannella-Bonino                      | 536     | 0,56  |  |  |  |  |  |
|                               | Danila Lucia Carrara               | Partito della Rifondazione Comunista | 404     | 0,43  |  |  |  |  |  |
| Totale                        | Totale                             | Totale                               | 94 905  | 100   |  |  |  |  |  |
|                               |                                    |                                      |         |       |  |  |  |  |  |
| Voti non validi               | Voti non validi                    | Voti non validi                      | 5 843   | 5,80  |  |  |  |  |  |
| Votanti                       | Votanti                            | Votanti                              | 100 748 | 85,99 |  |  |  |  |  |
| Elettori                      | Elettori                           | Elettori                             | 117 169 |       |  |  |  |  |  |
|                               |                                    |                                      |         |       |  |  |  |  |  |
| Data: 13 maggio 2001          |                                    |                                      |         |       |  |  |  |  |  |
| Fonte: Ministero dell'interno |                                    |                                      |         |       |  |  |  |  |  |

#### XV legislatura
|                               | Helga Thaler Ausserhofer ✔️ Eletta | Südtiroler Volkspartei | 69 581  | 70,38 |  |  |  |  |  |
|                               | Franco Nones                       | L'Unione               | 10 686  | 10,81 |  |  |  |  |  |
|                               | Pius Leitner                       | Die Freiheitlichen     | 9 086   | 9,19  |  |  |  |  |  |
|                               | Maurizio Vezzali                   | Casa delle Libertà     | 8 232   | 8,33  |  |  |  |  |  |
|                               | Pasquale Zilli                     | Fiamma Tricolore       | 772     | 0,78  |  |  |  |  |  |
|                               | Pietro Ferrari                     | Partito Pensionati     | 514     | 0,52  |  |  |  |  |  |
| Totale                        | Totale                             | Totale                 | 98 871  | 100   |  |  |  |  |  |
|                               |                                    |                        |         |       |  |  |  |  |  |
| Voti non validi               | Voti non validi                    | Voti non validi        | 4 285   | 4,15  |  |  |  |  |  |
| Votanti                       | Votanti                            | Votanti                | 103 156 | 88,84 |  |  |  |  |  |
| Elettori                      | Elettori                           | Elettori               | 116 110 |       |  |  |  |  |  |
|                               |                                    |                        |         |       |  |  |  |  |  |
| Data: 9-10 aprile 2006        |                                    |                        |         |       |  |  |  |  |  |
| Fonte: Ministero dell'interno |                                    |                        |         |       |  |  |  |  |  |

#### XVI legislatura
|                               | Helga Thaler Ausserhofer ✔️ Eletta | Südtiroler Volkspartei       | 56 810  | 58,95 |  |  |  |  |  |
|                               | Walter Blaas                       | Die Freiheitlichen           | 12 699  | 13,18 |  |  |  |  |  |
|                               | Alberto Ghedina                    | Partito Democratico          | 9 679   | 10,04 |  |  |  |  |  |
|                               | Giuseppe Bellomo                   | Il Popolo della Libertà      | 7 173   | 7,44  |  |  |  |  |  |
|                               | Johann Lanz                        | Union für Südtirol           | 4 901   | 5,09  |  |  |  |  |  |
|                               | Robert Hochgruber                  | La Sinistra l'Arcobaleno     | 3 421   | 3,55  |  |  |  |  |  |
|                               | Ivan Bertinotti                    | Unione di Centro             | 868     | 0,90  |  |  |  |  |  |
|                               | Lucio Perugini                     | La Destra - Fiamma Tricolore | 646     | 0,67  |  |  |  |  |  |
|                               | Fabrizio Albertini                 | Partito Socialista           | 167     | 0,17  |  |  |  |  |  |
| Totale                        | Totale                             | Totale                       | 96 364  | 100   |  |  |  |  |  |
|                               |                                    |                              |         |       |  |  |  |  |  |
| Voti non validi               | Voti non validi                    | Voti non validi              | 5 204   | 5,12  |  |  |  |  |  |
| Votanti                       | Votanti                            | Votanti                      | 101 568 | 85,77 |  |  |  |  |  |
| Elettori                      | Elettori                           | Elettori                     | 118 417 |       |  |  |  |  |  |
|                               |                                    |                              |         |       |  |  |  |  |  |
| Data: 13-14 aprile 2008       |                                    |                              |         |       |  |  |  |  |  |
| Fonte: Ministero dell'interno |                                    |                              |         |       |  |  |  |  |  |

#### XVII legislatura
|                               | Hans Berger ✔️ Eletto | Südtiroler Volkspartei              | 54 474  | 55,45 |  |  |  |  |  |
|                               | Peter Pichler         | Die Freiheitlichen                  | 20 721  | 21,09 |  |  |  |  |  |
|                               | Michil Costa          | Verdi–Grüne–Vërc                    | 6 686   | 6,81  |  |  |  |  |  |
|                               | Susanna Manco         | Partito Democratico                 | 4 478   | 4,56  |  |  |  |  |  |
|                               | Alberto Conci         | Scelta Civica                       | 4 016   | 4,09  |  |  |  |  |  |
|                               | Gabrio Roggero        | Il Popolo della Libertà - Lega Nord | 3 779   | 3,85  |  |  |  |  |  |
|                               | Marco Casarin         | Movimento 5 Stelle                  | 3 248   | 3,31  |  |  |  |  |  |
|                               | Nicoletta Smarra      | L'Alto Adige nel Cuore              | 362     | 0,37  |  |  |  |  |  |
|                               | Zohreh Sadeghi        | Rivoluzione Civile                  | 300     | 0,31  |  |  |  |  |  |
|                               | Nicola Paolini        | La Destra                           | 178     | 0,18  |  |  |  |  |  |
| Totale                        | Totale                | Totale                              | 98 242  | 100   |  |  |  |  |  |
|                               |                       |                                     |         |       |  |  |  |  |  |
| Voti non validi               | Voti non validi       | Voti non validi                     | 4 251   | 4,15  |  |  |  |  |  |
| Votanti                       | Votanti               | Votanti                             | 102 493 | 83,65 |  |  |  |  |  |
| Elettori                      | Elettori              | Elettori                            | 122 531 |       |  |  |  |  |  |
|                               |                       |                                     |         |       |  |  |  |  |  |
| Data: 24-25 febbraio 2013     |                       |                                     |         |       |  |  |  |  |  |
| Fonte: Ministero dell'interno |                       |                                     |         |       |  |  |  |  |  |